# Arbil
Arbil (naziv se i Erbil, Irbil, Arabela) (kurdski: ھەولێر, Hewlêr, anglizirano Hawler; turski: Erbīl; اربيل, Arbīl;; sirski: ܐܪܒܝܠ, Arbel) je četvrti grad po veličini u Iraku iza Bagdada, Basre i Mosula. Prema procjeni iz 2009. grad je imao 1.293.839 stanovnika, a 2013. već oko 1,5 milijuna.
Nalazi se 88 km istočno od nešto većeg Mosula. Arbil je glavni grad Kurdistanske Autonomne Regije i sjedište je Kurdistanske regionalne vlade.
Arbil je Arapsko turističko vijeće službeno proglasilo za Arapsku turističku prijestolnicu 2014. god.

## Povijest
Arbil je naselje za koje se smatra da je najduže stalno naseljeno mjesto na svijetu. Zapisi o urbanom životu u Arbilu potječu od 23. stoljeća prije Krista, ali se vjeruje kako urbani život u Arbilu (Hewlêru) postoji još od najranije 9000. pr. Kr., a zasigurno oko 6000. pr. Kr. Negdje početkom 3. tisućljeća pr. Kr. Huriti iz Male Azije su osnovali utvrđenu citadelu Urbilum i proširili svoj utjecaj širom sjeverne Mezopotamije. Stara Arbilska citadela još uvijek stoji u središtu grada.
Arbil je postao dijelom Asirskog carstva od 25. do 7. stoljeća pr. Kr., od kada se za vlast nad gradom nadmeću Babilonci, Medijci, Perzijanci i Grci. Pod asirskom vlašću u 8. i 7. stoljeću pr. Kr. je Arbil osobito dobio na značaju, postavši prijestolnicom asirskih kraljeva. Suvremena Asirska etnička zajednica i danas ima živu prisutnost u Arbilu.
Nakon arapskog osvajanja Mezopotamije u 7. stoljeću, Arapi su ukinuli Asiriju kao geopolitički entitet. Tijekom srednjeg vijeka gradom su vladali Seldžuci i Osmanlije.

## Znamenitosti
Najveća znamenitost Arbila je Arbilska citadela koja se uzdiže između 25 i 32 m iznad gradske doline, a njezin ovalni tlocrt od 430 x 340 m pokriva oko 102.000 m². Ovo brdo je nastalo još ranije kontinuiranom gradnjom i životom mnogih generacija na istom mjestu. Mnogi ga smatraju za najstarije urbano kontinuirano naseljeno područje na svijetu, zbog čega je upisano na UNESCO-ov popis mjesta svjetske baštine u Aziji 2014. god. Prema zapisima i ikonografskim povijesnim izvorima, na ovom mjestu se nalazilo važno asirsko političko i vjersko središte, Arbela.
Citadela je potpuno opasana visokim stambenim zidom iz 19. stoljeća koji je izgrađen tako podsjeća na srednjovjekovnu utvrdu. Njegove ulice koje se šire u obliku lepeze potječu iz kasnog osmanskog razdoblja.
Erbilski arheološki muzej posjeduje veliku kolekciju pred-islamskih artefakata i središte je arheoloških istraživanja u regiji.
Katedrala sv. Josipa u Ankawi stolna je crkva kaldejske katoličke nadbiskupije Erbil, koja se nalazi u predgrađu Ankawa.

## Gradovi prijatelji
Arbil ima ugovore o partnerstvu sa sljedećim gradovima:
- Arbat, Irak
- Brasov, Rumunjska
- Taxco, Meksiko